# Marv Dīzaj
Marv Dīzaj (persiska: مرو دیزج, Morū Dīzaj) är en ort i Iran.   Den ligger i provinsen Östazarbaijan, i den nordvästra delen av landet, 500 km nordväst om huvudstaden Teheran. Marv Dīzaj ligger 1 693 meter över havet och antalet invånare är 188.
Terrängen runt Marv Dīzaj är kuperad. Runt Marv Dīzaj är det ganska tätbefolkat, med 124 invånare per kvadratkilometer. Närmaste större samhälle är Soofian, 7,9 km väster om Marv Dīzaj. Trakten runt Marv Dīzaj består i huvudsak av gräsmarker.